# Горіння

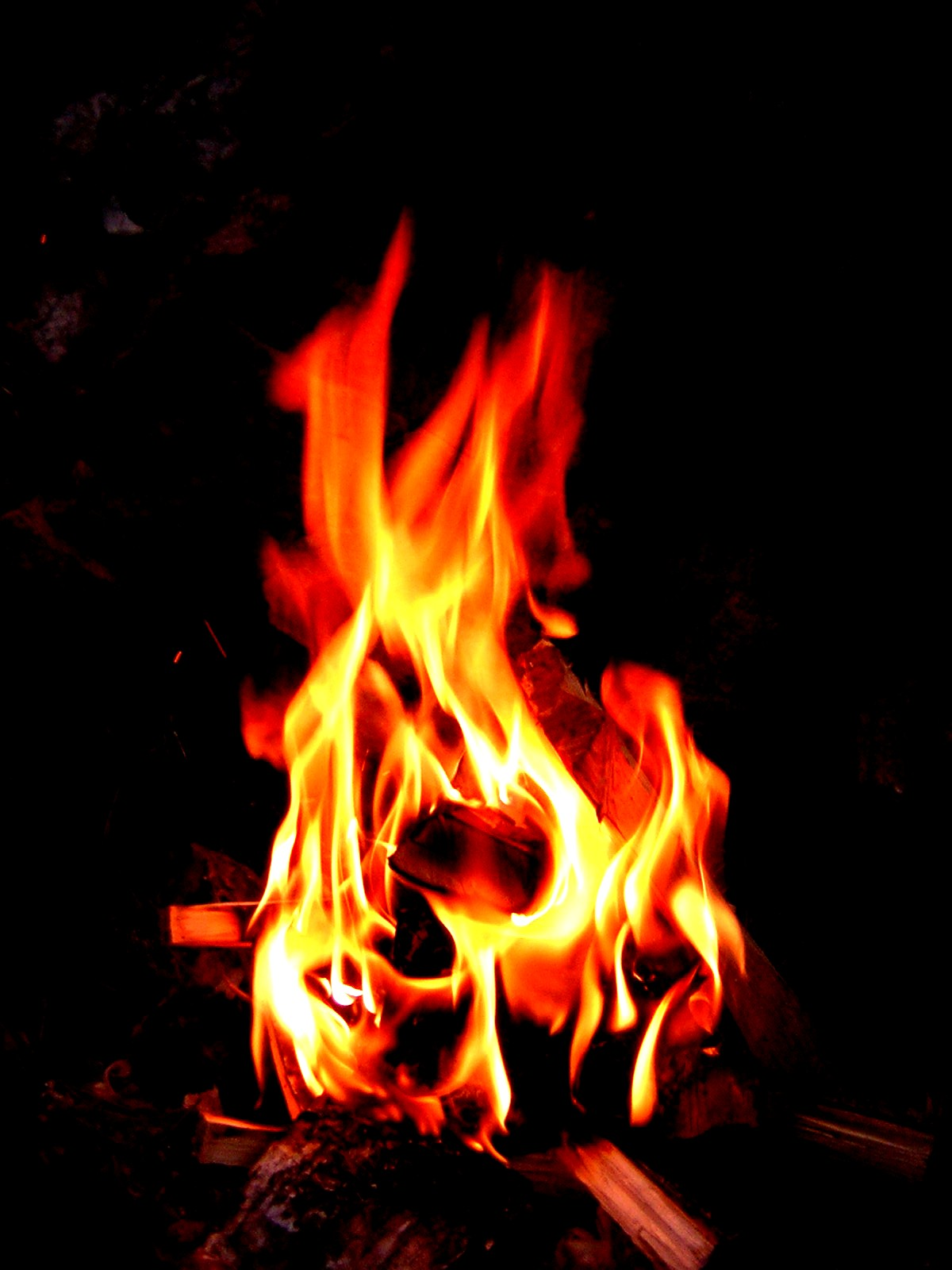

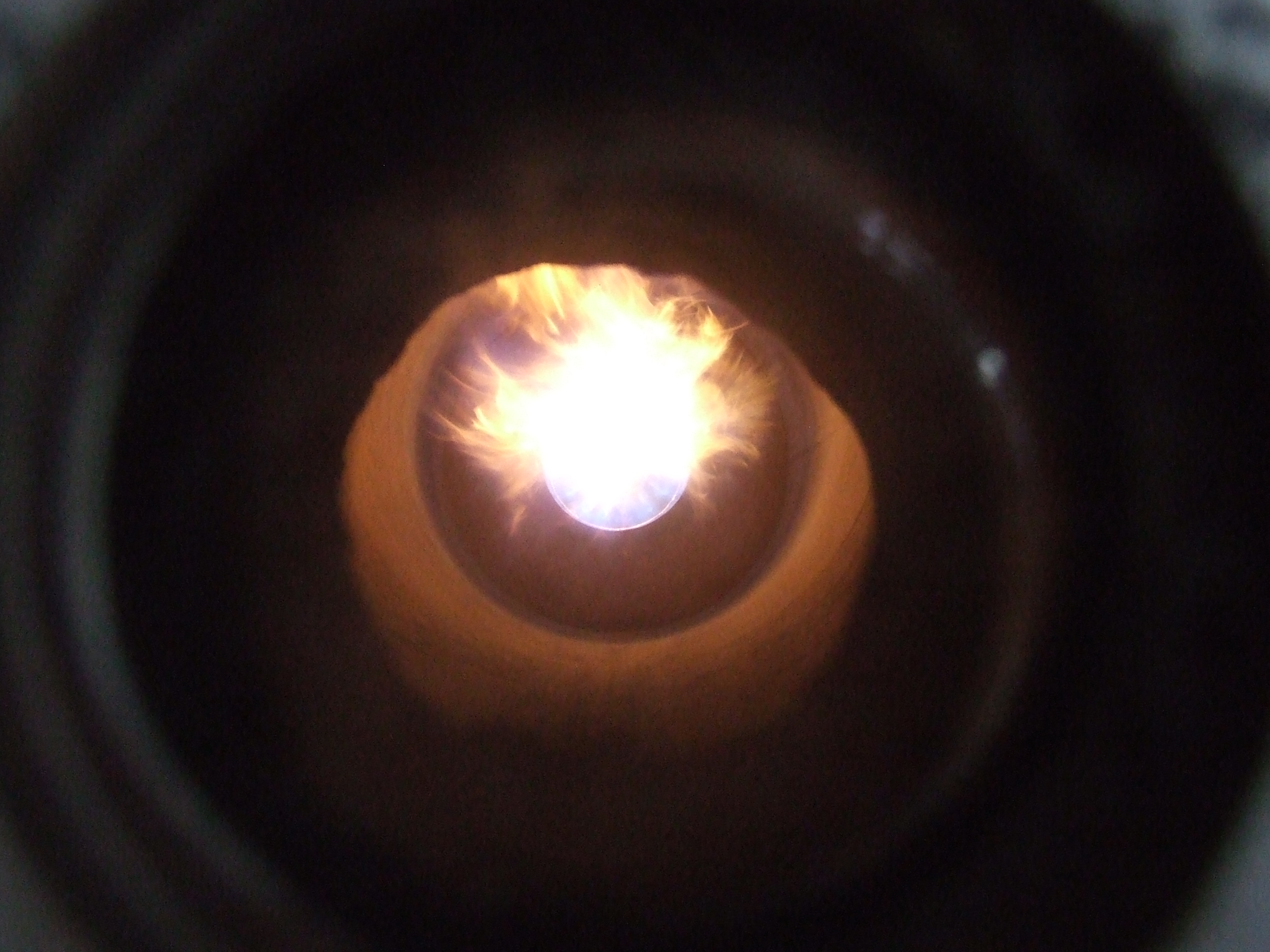
Факельне горіння газу (нафти).

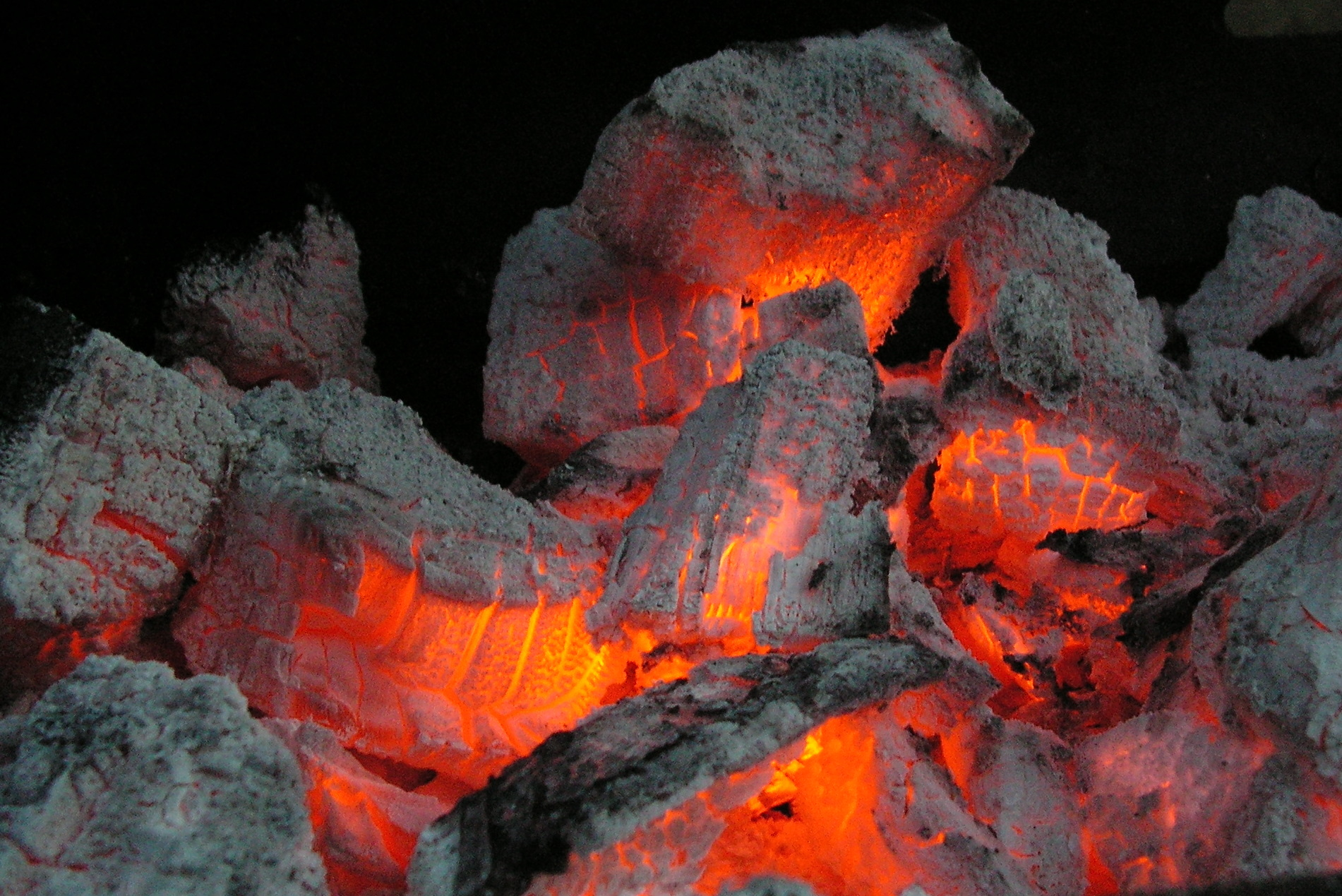
Тліюче горіння вугільних брикетів

Горі́ння (англ. burning, нім. Brennen n) — екзотермічна реакція окиснення речовин, яка супроводжується виділенням диму та (або) виникненням полум'я і (або) світінням.

## Визначення і загальний опис
Горіння за сучасними уявленнями — складний фізико-хімічний процес на основі екзотермічних реакцій окислення-відновлення, який відзначається значною швидкістю перебігу, виділенням великої кількості тепла і світла, масообміном з навколишнім середовищем. Під час горіння, здебільшого, утворюється полум'я. Горіння може початися зненацька внаслідок самозаймання або бути спонукане запалюванням. Стосовно до вибухових речовин розрізняють рівномірне або нормальне горіння (постійна швидкість розповсюдження від часток см/с до сотень см/с) та нерівномірне або вибухове (нестабільна швидкість до сотень м/с). Горіння виникає, коли є горюча речовина, окиснювач та джерело запалювання. Окислювачами можуть бути кисень, повітря, бертолетова сіль, пероксид натрію, азотна кислота, хлор, флуор, бром, оксиди азоту тощо. Горіння може бути повним і неповним.
Повне — за достатньої або надлишкової кількості окиснювача і за такого горіння виділяються нетоксичні речовини.
Неповне — відбувається за недостатньої кількості окислювача. За неповного горіння утворюються продукти неповного згорання, серед яких є токсичні речовини (чадний газ, водень).

## Історія

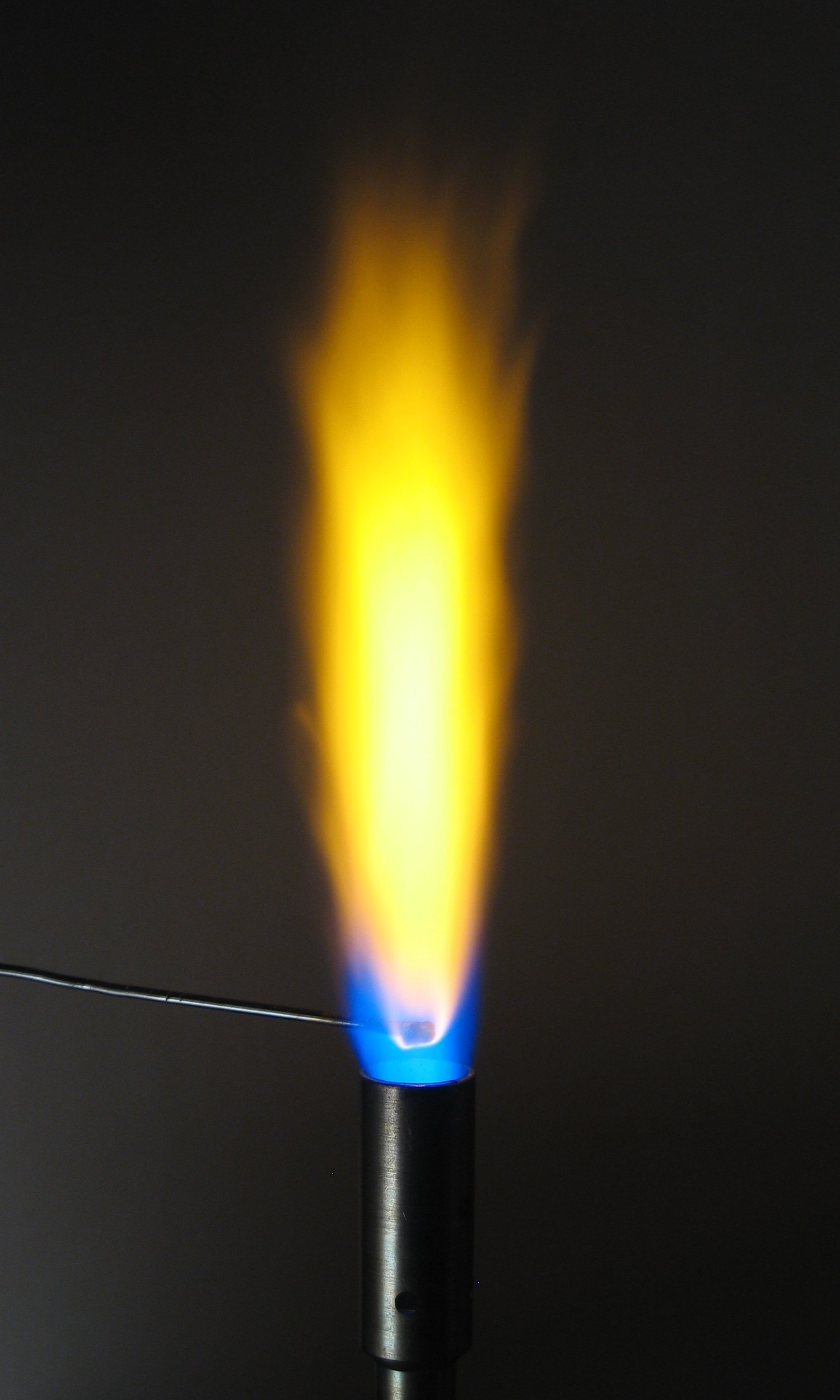
Жовте забарвлення полум'я газового пальника при внесенні в нього слідів натрію (кухонна сіль на дроті) викликане випромінюванням дублетної D-лінії натрію з довжинами хвиль 589 і 589,6 нм

До відкриття кисню на початку 1770-х років Карлом Шеєле і Джозефом Прістлі вважалося, що всі тіла, які здатні горіти, містять особливе начало, «флогістон», який в ході горіння виділяється з тіла, залишаючи золу. В 1775 році Лавуазьє показав, що навпаки, до горючої речовини впродовж горіння приєднується кисень повітря, а в 1783 році Лавуазьє і Лаплас виявили, що на виході горіння водню — чиста вода. Ці відкриття заклали основу сучасних наукових поглядів на природу горіння.
Наступний крок в розвитку основ теорії горіння пов'язаний з роботами Маллара і Ле Шательє і В. О. Міхельсона, виконаними в 1880-ті роки. У 1890 році Міхельсон оприлюднив роботу про поширення полум'я в трубах і запропонував теорію пальника Бунзена.
У 1928 році Бурке і Шуманн розглянули задачу про дифузійне полум'я і показали, що коли швидкість згоряння реагентів у хімічній реакції набагато більша від швидкості підведення реагентів з допомогою дифузії, зону реакції можна вважати нескінченно тонкою, при цьому в ній автоматично встановлюється стехіометричне співвідношення між окиснювачем і пальним, а максимальна температура в зоні реакції близька до адіабатичної температури горіння.
Сучасна теорія горіння бере початок від робіт М. М. Семенова по тепловому вибуху, виконаних у 1920-ті роки. Заснований М. М. Семеновым у 1931 році Інститут хімічної фізики став провідним науковим центром по хімічній фізиці та горінню. У 1938 році Д. А. Франк-Каменецький розвинув теорію теплового вибуху, і, разом із Я. Б. Зельдовичем, — теорію поширення ламінарного полум'я в попередньо перемішаних сумішах.
Того ж 1938 року в дослідах А. Ф. Бєляєва було показано, що горіння летких вибухових речовин відбувається в газовій фазі. Таким чином, питання про швидкість горіння таких речовин було зведено до питання про швидкість горіння в газовій фазі, і в 1942 році Я. Б. Зельдович розвинув теорію горіння конденсованих речовин, яка базувалася на теорії поширення полум'я в газі.
В 1940-ві роки Я. Б. Зельдович розвиває теорію детонації, яка була названа моделлю ZND — за іменами Зельдовича, Неймана і Дьорінга, оскільки незалежно від нього подібні результати отримали фон Нейман і Дьорінг.

## Види горіння
За швидкістю руху суміші горіння поділяється на повільне горіння (або дефлаграцію) і детонаційне горіння (детонацію). Хвиля дефлаграційного горіння поширюється з дозвуковою швидкістю, а нагрівання вихідної суміші здійснюється в основному теплопровідністю. Детонаційна хвиля рухається з надзвуковою швидкістю, при цьому хімічна реакція підтримується завдяки нагріванню реагентів ударною хвилею і, в свою чергу, підтримує стійке поширення ударної хвилі. Повільне горіння поділяється на ламінарне і турбулентне в залежності від характеру плину суміші. В детонаційному горінні плин продуктів завжди турбулентний. За певних умов повільне горіння може переходити в детонацію (англ. DDT, deflagration-to-detonation transition).
Якщо вихідні компоненти суміші — гази, то горіння називають газофазним (або гомогенним). В газофазному горінні окиснювач (зазвичай, кисень) взаємодіє з пальним (наприклад, воднем чи природним газом). Якщо окиснювач і пальне заздалегідь перемішані на молекулярному рівні, то такий режим називається горінням попередньо перемішаної суміші (англ. premixed combustion). Якщо ж окиснювач і пальне відділені один від одного у вихідній суміші і надходять в зону горіння з допомогою дифузії, то горіння називається дифузійним.
Якщо спочатку окиснювач і пальне перебувають в різних фазах, то горіння називається гетерогенним. Зазвичай, у цьому випадку реакція окиснення також іде в газовій фазі в дифузійному режимі, а тепло, що виділяється в реакції, частково витрачається на термічний розклад і випаровування пального. Наприклад, за цим механізмом горять вугілля чи полімери у повітрі. В деяких сумішах можуть відбуватися екзотермічні реакції в конденсованій фазі з утворенням твердих продуктів без суттєвого газовиділення. Такий механізм називається твердофазним горінням.
Виділяють також такі особливі види горіння, як тління, безполум'яне і холоднополум'яне горіння.
Горінням, або ядерним горінням, називають термоядерні реакції в зорях, у яких в процесах зоряного нуклеосинтезу утворюються ядра хімічних елементів.

## Полум'я

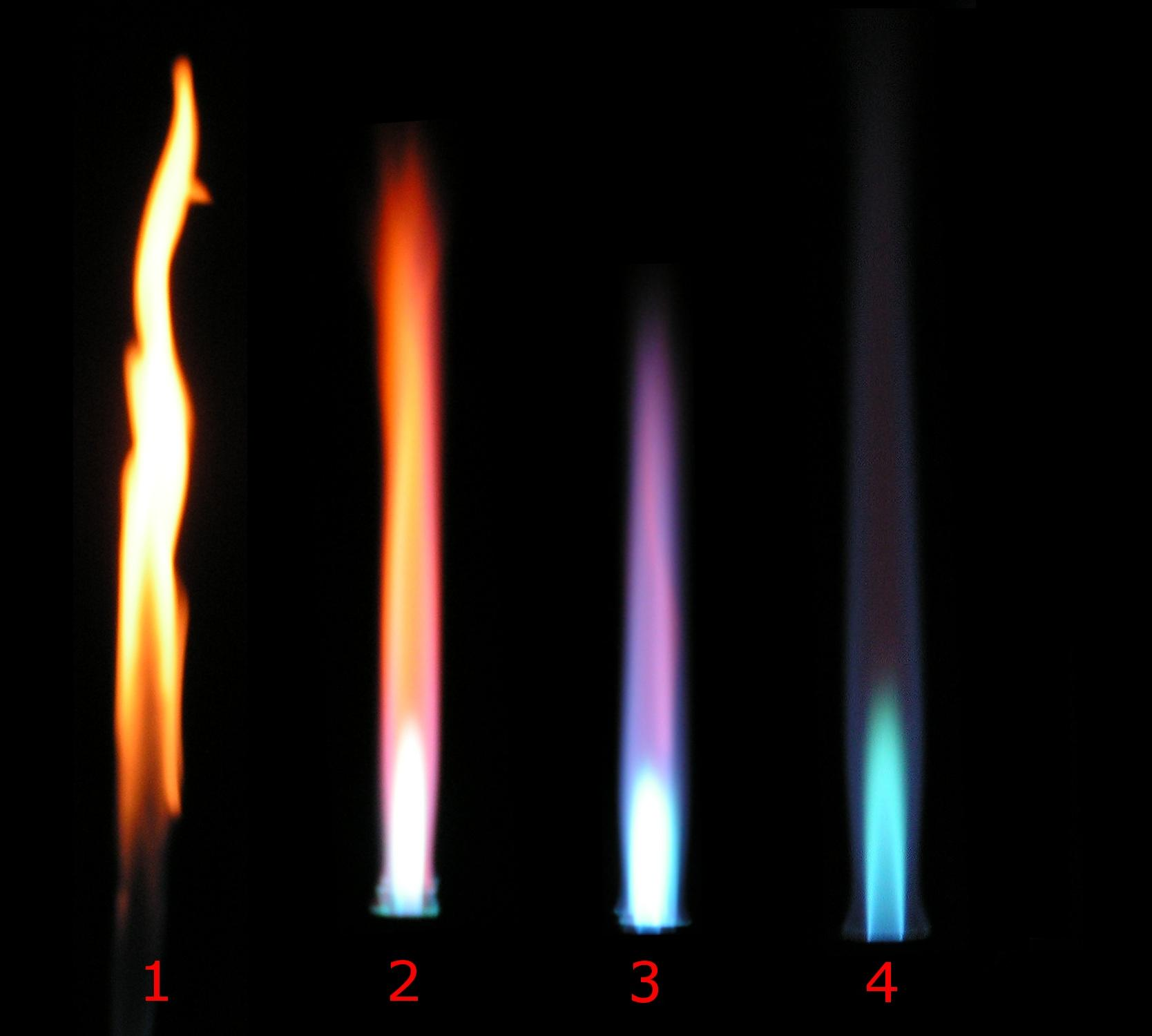
Полум'я у пальнику Бунзена. 1 — подача повітря закрита; 2 — подача повітря знизу майже перекрита; 3 — суміш близька до стехіометричної; 4 — максимальна подача повітря

Полум'я — це світна зона, утворена в ході горіння. Температура полум'я залежить від складу вихідної суміші й умов, за яких здійснюється горіння. При горінні природного газу в повітрі температура в гарячій зоні може перевищувати 2000 К, а при горінні ацетилену в кисні (газове зварювання) — 3000 К.

### Колір полум'я
В зоні горіння можуть виникати вільні радикали й молекули в електронно-збуджених і коливально-збуджених станах. Якщо інтенсивність свічення достатньо висока, то його можна побачити неозброєним оком. Колір полум'я визначається тим, на яких частотах ідуть квантові переходи, що роблять основний внесок у випромінювання в видимій області спектра. Значна частина випромінювання, особливо при наявності твердої фази, пилинок або частинок сажі в полум'ї, припадає на інфрачервону область, яка суб'єктивно сприймається як жар від вогню. В інфрачервоне випромінювання роблять внесок коливально-збуджені молекули CO, CO2 і H2O.
При горінні водню в чистому повітрі полум'я майже безбарвне. Воно має ледь помітний блакитний відтінок через випромінювання радикалів OH в оптичному діапазоні на довжинах хвиль 306—308 нм. Однак зазвичай водневе полум'я в повітрі світиться сильніше через наявність пилинок і органічних мікродомішок.
Полум'я при горінні вуглеводневих палив у пальнику Бунзена, таких як пропан чи бутан, може мати різний колір залежно від співвідношення пального і повітря. При горінні в дифузійному режимі без подачі повітря в пальник полум'я забарвлене в жовтий або червонуватий колір, викликаний свіченням розжарених мікрочастинок сажі. При підмішуванні невеликої кількості повітря на виході з пальника виникає неяскравий синій конус полум'я. Подальше збільшення подачі повітря призводить до виникнення двох конусів полум'я, внутрішнього яскравого синьо-зеленого і зовнішнього синьо-фіолетового, набагато менш інтенсивного.
Здатність домішок забарвлювати полум'я в різні кольори використовується в аналітичній хімії для пірохімічного аналізу і в піротехніці для салютів, феєрверків та сигнальних ракет.

### Електричні властивості полум'я
Полум'я вуглеводневих палив може взаємодіяти з електромагнітним полем, тобто в ньому наявні заряджені частинки. Експериментально виявлено, що концентрація іонів у полум'ї може на 4—6 порядків перевищувати концентрацію, яка спостерігалася б при чисто термічному механізмі іонізації, і фактично полум'я може поводити себе як слабоіонізована плазма. Однак температура полум'я недостатня для того, щоб компоненти суміші могли іонізуватися в результаті зіткнень молекул між собою, і в 1950-ті роки виявилося, що основним механізмом генерації іонів є хемоіонізація.
Вважається, що хемоіонізація іде в основному через утворення іона CHO+, хоча в полум'ї спостерігаються й інші іони.
При відсутності вуглецю іон CHO+ не утворюється, тому концентрація іонів у полум'ї чистого водню в чистому кисні дуже мала. Концентрація іонів суттєво підвищується, якщо в газі наявні навіть слідові кількості органічних речовин, при цьому провідність полум'я сильно збільшується. Це явище використовується в плазмово-іонізаційних детекторах газових хроматографів.

## Теорія горіння
Незважаючи на великий досвід використання на практиці, процеси горіння залишаються одними з найскладніших для наукового вивчення. Наука про горіння є вищою мірою міждисциплінарною, вона лежить на стику таких наукових дисциплін, як газодинаміка, хімічна термодинаміка, хімічна кінетика, молекулярна і хімічна фізика, тепломасообмін, квантова хімія і фізика, матеріалознавство і комп'ютерне моделювання.

### Термодинаміка горіння
Вихідний склад горючої суміші характеризується молярними або масовими частками компонентів і початковими тиском і температурою. Якщо склад суміші підібраний так, що при його згорянні і пальне, і окиснювач повністю перетворюються в продукти реакції, то така суміш називається стехіометричною. Суміші з надлишком палива називаються багатими, а з недостачею палива — бідними.
Ступінь відхилення складу суміші від стехіометричного характеризується коефіцієнтом надлишку палива (англ. equivalence ratio): 
| {\displaystyle \phi ={\frac {Y_{F}/Y_{O}}{(Y_{F}/Y_{O})_{st}}}}, |

 де YF і YO — масові частки палива і окиснювача відповідно, а (YF / YO)st — їхнє відношення в стехіометричній суміші. Також використовується коефіцієнт надлишку окиснювача (або повітря), обернений до коефіцієнта надлишку палива.

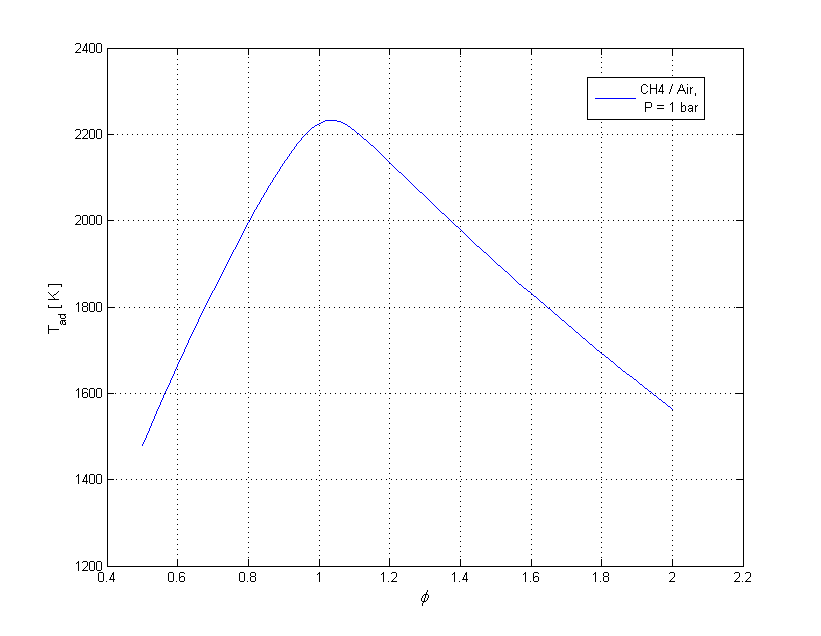
Адіабатична температура горіння сумішей CH_{4} з повітрям в залежності від коефіцієнта надлишку палива. P = 1 бар, T_{0} = 298,15 K

Якщо горіння відбувається адіабатично при постійному об'ємі, то зберігається повна внутрішня енергія системи, якщо ж при постійному тиску — то ентальпія системи. На практиці умови адіабатичного горіння наближено реалізуються у полум'ї, що вільно поширюється (без врахування теплових втрат випромінюванням) і в інших випадках, коли втратами тепла із зони реакції можна знехтувати, наприклад, в камерах згоряння потужних газотурбінних установок чи ракетних двигунів.
Адіабатична температура горіння — це температура продуктів, що досягається при повному протіканні хімічних реакцій та встановленні термодинамічної рівноваги. Для термодинамічних розрахунків використовуються таблиці термодинамічних функцій всіх компонентів вихідної суміші та продуктів. Методи хімічної термодинаміки дозволяють розрахувати склад продуктів, кінцевий тиск і температуру при заданих умовах згоряння. Наразі доступно багато програм, здатних виконувати ці розрахунки.
Теплота згоряння — це кількість теплоти, що виділяється при повному згорянні вихідних компонентів, тобто до CO2 і H2O для вуглеводневих палив. На практиці частина енергії, що виділяється, витрачається на дисоціацію продуктів, тому адіабатична температура горіння без врахування дисоціації виявляється помітно вищою від тієї, що спостерігається на практиці.
Термодинамічний розрахунок дозволяє визначити рівноважний склад і температуру продуктів, але не дає ніякої інформації про те, з якою швидкістю система наближається до рівноважного стану. Повний опис горіння потребує знання механізму і кінетики реакцій і умов тепло- і масообміну з навколишнім середовищем.

### Кінетика горіння
Детальна кінетична схема реакцій при горінні навіть найпростіших вуглеводневих палив, таких як метан, включає десятки або навіть сотні компонентів, які беруть участь в сотнях елементарних хімічних реакцій. При моделюванні таких великих механізмів виникають значні обчислювальні складності. Вони зумовлені тим, що характерний час протікання окремих реакцій може відрізнятися на порядків величини, і відповідні системи диференціальних рівнянь виявляються жорсткими (англ. stiff), що суттєво ускладнює чисельне розв'язування. Тому в практичних розрахунках процесів горіння використовується три підходи:
- Глобальний механізм. В ньому використовується емпірична кінетична схема з однією чи декількома стадіями, що дозволяє виконувати розрахунки двох- і тривимірних течій, в том числі турбулентних. Наприклад, для горіння метану може використовуватися наступна одностадійна схема:

| {\displaystyle \mathrm {CH_{4}+2O_{2}\rightarrow CO_{2}+2H_{2}O} } |

з кінетичними параметрами, які підбираються за експериментально виміряною швидкістю полум'я.
- Повний механізм. У повній кінетичній схемі враховуються, якщо це можливо, всі найважливіші компоненти та елементарні реакції. Такі схеми використовуються для моделювання одновимірного ламінарного полум'я, оскільки потужності сучасних комп'ютерів все ще недостатні для багатовимірних розрахунків з детальними схемами. Крім того, дані про константи швидкостей елементарних реакцій поки що не можуть бути отримані в експерименті або розраховані теоретично з достатньою точністю.
- Скорочений механізм. В схемі на основі аналізу окремих стадій не враховуються малозначні компоненти і реакції. В результаті кількість компонентів і реакцій в схемі зменшується, і стає можливим виконувати багатовимірні розрахунки, що враховують важливі кінетичні ефекти.

### Реактор ідеального перемішування
В заздалегідь перемішаній суміші пального й окиснювача реакція горіння може відбуватися в усьому об'ємі, зайнятому горючою сумішшю (об'ємне горіння), або у вузькій зоні (фронт полум'я), що розділяє вихідну суміш і продукти, і поширюється у вигляді так званої хвилі горіння. Об'ємне горіння може бути організоване в гомогенному реакторі ідеального перемішування, в який надходить вихідна суміш при температурі T0. На виході з реактора суміш має температуру Tb ≥ T0, яка встановлюється у відповідності з поточним режимом роботи реактора. В такому реакторі можуть існувати численні стаціонарні режими, явища гістерезису, а також нестаціонарні режими і автоколивання. Всі ці явища характерні для теорії горіння через нелінійність її рівнянь.

### Ламінарне горіння

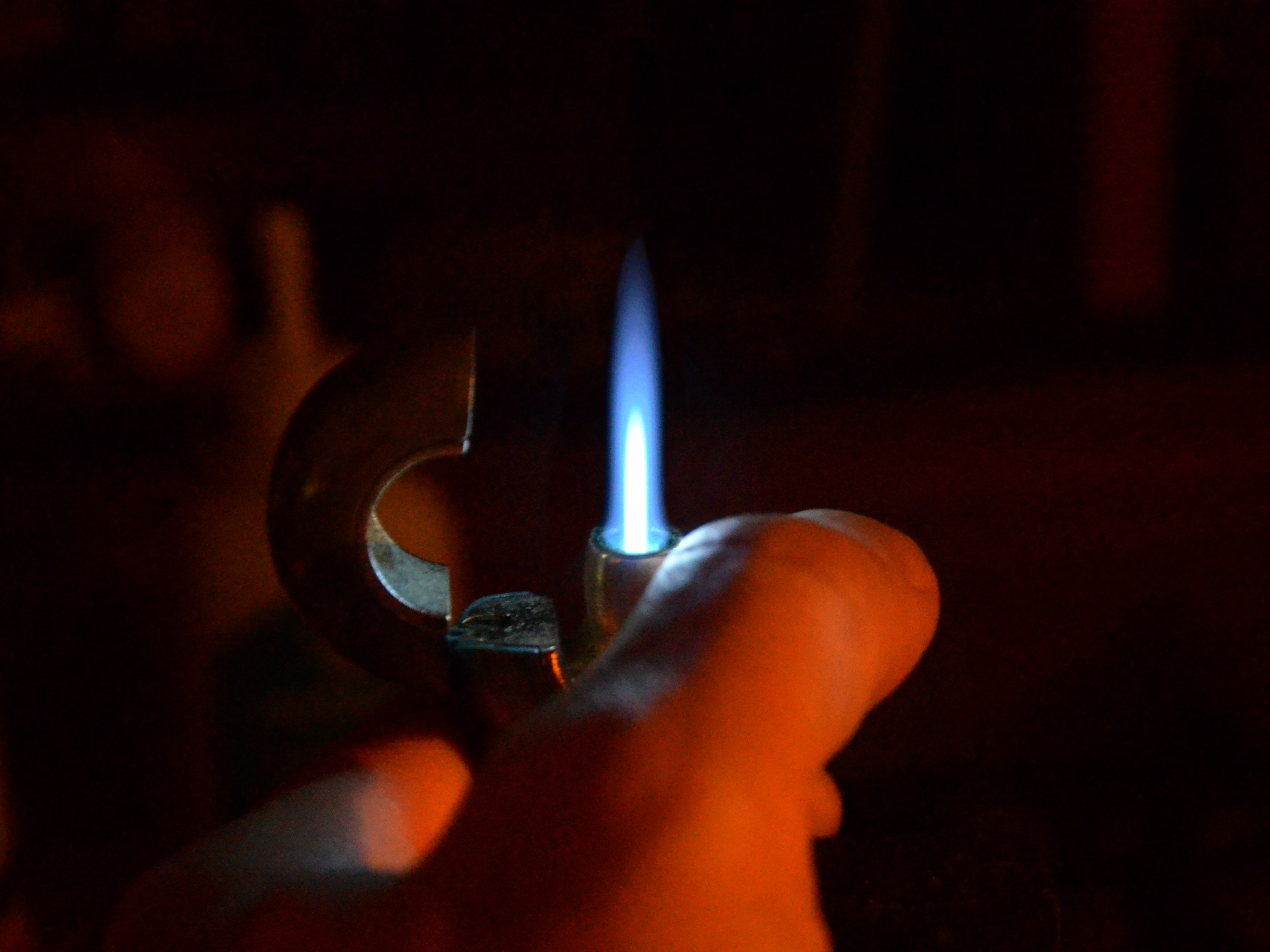
Ламінарне полум'я газової запальнички

При невеликих швидкостях течії суміші горіння може здійснюватися в ламінарному режимі. Так горять, наприклад, свічка (дифузійне горіння) або побутова газова плита (горіння попередньо перемішаної суміші) при невеликих витратах газу.
У попередньо перемішаній суміші фронт полум'я рухається відносно вихідної суміші з строго визначеною швидкістю, яка називається швидкістю ламінарного полум'я. Ця швидкість залежить від вихідного складу суміші, її тиску і температури, але не залежить від умов запалювання. Швидкість ламінарного полум'я для метану та більшості інших вуглеводневих палив за нормальних умов у повітрі може змінюватися приблизно від 10 до 70 сантиметрів за секунду. Швидкість горіння сумішей водню з повітрям (гримучий газ) досягає декількох метрів за секунду і може сприйматися як вибух.
Ламінарне полум'я може поширюватися лише в суміші, склад якої не виходить за межі діапазону так званих концентраційних меж. Нижня і верхня концентраційні межі відповідають мінімальному і максимальному коефіцієнту надлишку палива, при якому полум'я ще може поширюватися по суміші. Для метану в повітрі вони становлять приблизно 5 і 15 об'ємних відсотків. Вибухи побутового газу виникають тоді, коли в приміщенні з поганою вентиляцією перевищується нижня концентраційна межа, і через іскру чи інше джерело суміш спалахує. Цей самий ефект призводить до вибухів метану в шахтах.
Крім концентраційної межі існує також межа по діаметру поширення полум'я в трубі. В трубі діаметром менше критичного полум'я поширюватися не може через великі втрати тепла в стінки і загибелі активних радикалів на стінці. На цьому принципі базується безпечна лампа Деві, в якій застосовується відкритий вогонь, але полум'я закрите металічною сіткою і не викликає вибуху метану в шахтах.

### Турбулентне горіння

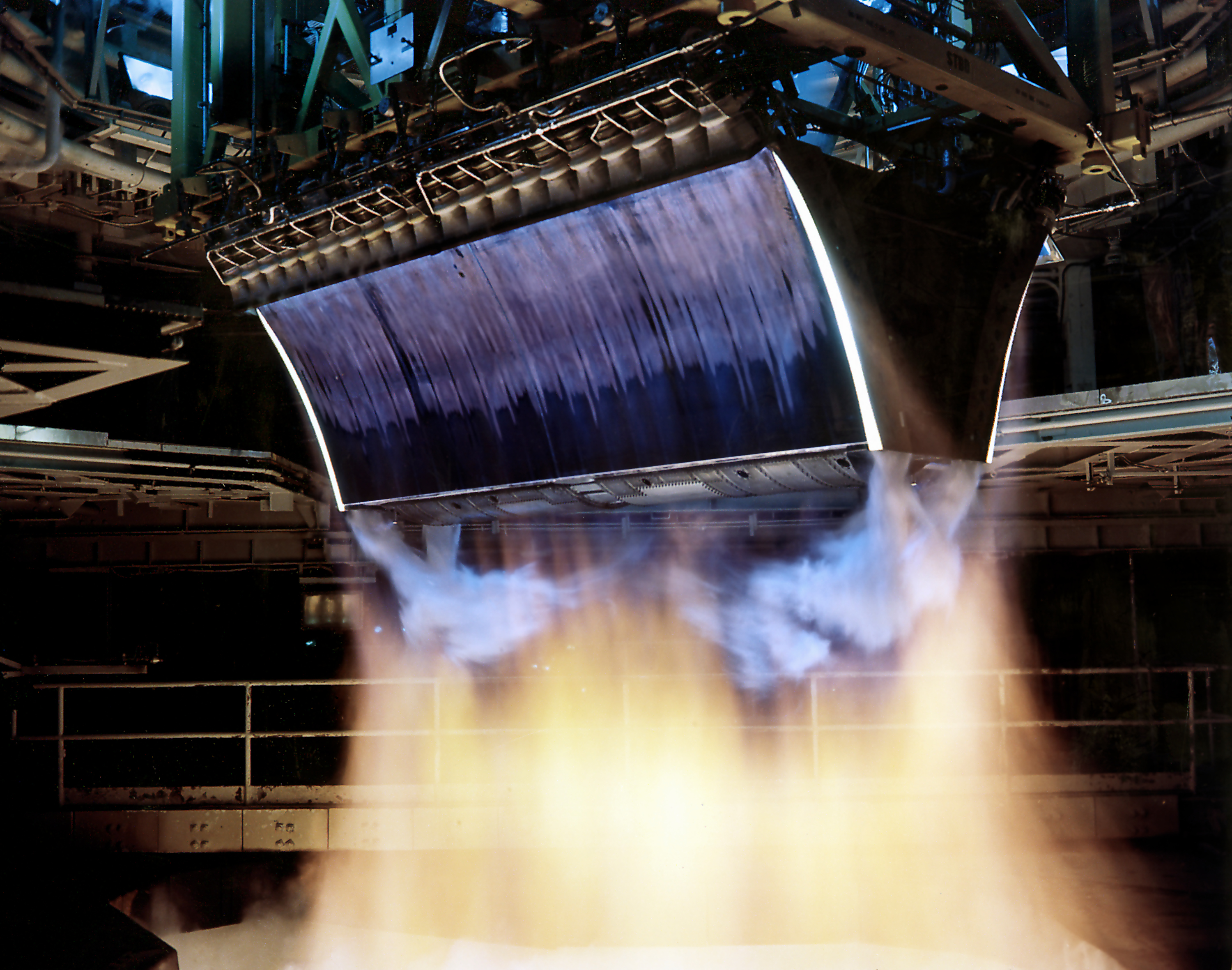
Турбулентне полум'я потужного клиноподібного ракетного двигуна для багаторазового одноступеневого аерокосмічного корабля Lockheed Martin X-33

Турбулентне горіння, тобто горіння суміші, течія якої є турбулентною — це режим горіння, який найчастіше зустрічається в практичних пристроях і одночасно найскладніший для вивчення. Турбулентність залишається однією з небагатьох невирішених проблем класичної фізики.
Завершеної теорії турбулентних течій, в тому числі й за відсутності в них хімічних реакцій, досі не існує.
Взаємодія турбулентного потоку з фронтом горіння додатково ускладнює аналіз. Навіть на якісному рівні вплив горіння на турбулентність і обернений вплив турбулентності на горіння може призводить до протилежних ефектів. Горіння може як інтенсифікувати турбулентність, за рахунок додаткового тепловиділення, так і навпаки, зменшувати її через збільшення в'язкості з підвищенням температури.
З іншого боку, турбулентність ніби зминає фронт полум'я, збільшуючи площу фронту. Внаслідок цього різко зростає тепловиділення в потоці, тобто збільшується потужність всієї системи. Турбулентність також інтенсифікує процеси змішування компонентів, якщо спочатку вони не були перемішані. У зв'язку з цим на практиці в системах, від яких вимагається висока потужність — двигунах, топках, газотурбінних установках — використовується саме турбулентний режим. Однак надмірно інтенсивна турбулентність може погасити полум'я. Керувати турбулентним потоком складно. В ньому постійно виникають стохастичні пульсації швидкості та тиску, які можуть виклика́ти нестійкості горіння і призводити до руйнування конструкції пальника та аварій. Пульсації температури призводять до того, що суміш згоряє нерівномірно, в результаті чого у викидах збільшується вміст шкідливих речовин.
Опис турбулентного горіння потребує застосування комп'ютерного моделювання. При цьому, як і для течій, в яких не відбувається реакцій, можуть застосовуватися три підходи для чисельного розв'язування рівнянь Нав'є — Стокса, що використовуються в обчислювальній гідродинаміці: RANS — усереднені за числом Рейнольдса рівняння Нав'є — Стокса, LES — метод великих вихорів і пряме чисельне моделювання.

### Комп'ютерне моделювання горіння
Важливість процесу горіння в технічних пристроях разом з високою вартістю натурних експериментів сприяють швидкому розвитку комп'ютерного моделювання горіння. Моделі процесів горіння базуються на законах збереження маси, імпульсу та енергії в багатокомпонентній реакційній суміші. Рівняння теорії горіння — це рівняння неперервності для суміші в цілому і всіх окремих компонентів, рівняння Нав'є — Стокса для стискуваного середовища і рівняння переносу тепла з хімічними джерелами. З детальними кінетичними схемами ця система диференціальних рівнянь в частинних похідних надзвичайно складна, і досі не існує універсальних чисельних схем, які могли б застосовуватися у всіх режимах горіння і температурних діапазонах. Тому такі схеми будуються для часткових випадків, які дозволяють додатково спростити систему рівнянь.
В одновимірному випадку для повільного горіння (ламінарне полум'я) розроблені ефективні методи розв'язування системи рівнянь, зокрема для детальних кінетичних схем, і доступні пакети програм, які розв'язують ці задачі. При дослідженнях найчастіше використовуються комерційні пакети CHEMKIN і COSILAB, а також вільне ПЗ Cantera.
У двох- і тривимірному випадках досі найчастіше використовується глобальна кінетична схема. Такий підхід реалізований, наприклад, в пакетах ANSYS FLUENT і KIVA, однак разом із збільшенням обчислювальної потужності комп'ютерів з'являються і розрахунки з скороченими кінетичними схемами і детальними схемами. Для розв'язування таких задач використовуються суперкомп'ютери.

## Гетерогенне горіння
Гетерогенними процесами, на противагу гомогенним, в хімії та фізиці називають процеси, що відбуваються в гетерогенних системах, тобто системах, які містять більше однієї фази (наприклад, газ і рідина), а також процеси, що відбуваються на границі розділу фаз. В дослідженнях по горінню термін гетерогенне горіння використовується для систем, в яких паливо й окиснювач початково перебувають в різних фазах, навіть якщо в процесі паливо випаровується, і самі хімічні реакції відбуваються в газовій фазі. Типовим прикладом є горіння вугілля у повітрі, в якому вуглець може реагувати з киснем на поверхні частинок вугілля з утворенням чадного газу. Надалі чадний газ може догоряти в газовій фазі й утворювати вуглекислий газ, а в деяких режимах паливо може випаровуватися з поверхні частинок і окиснюватися як газоподібний вуглець в газовій фазі. Незважаючи на відмінність механізмів, всі ці режими формально належать до гетерогенного горіння.
Гетерогенне горіння є надзвичайно важливим у практичних застосуваннях горіння. Більшість палив зручніше зберігати і транспортувати в рідкому вигляді (зокрема зріджений природний газ). Робочі процеси в топках, двигунах внутрішнього згоряння, дизельних двигунах, повітряно-реактивних двигунах, рідинних ракетних двигунах — це гетерогенне горіння, а оптимізація процесу випаровування та змішування палива з окиснювачем для їх подачі в камеру згоряння — важлива складова частина оптимізації всього процесу горіння в робочих системах.
Практично всі пожежі — це також гетерогенне горіння, однак вибухи побутового газу належать до гомогенного горіння, оскільки початково і пальне, і окиснювач — це гази.
Для підвищення енергетичних характеристик твердих палив у них можуть додаватися метали. Такі палива можуть використовуватися, наприклад, для швидкісних підводних торпед, оскільки чистий алюміній добре горить у воді. Горіння алюмінію та інших металів відбувається за гетерогенним механізмом.

## Фізика горіння

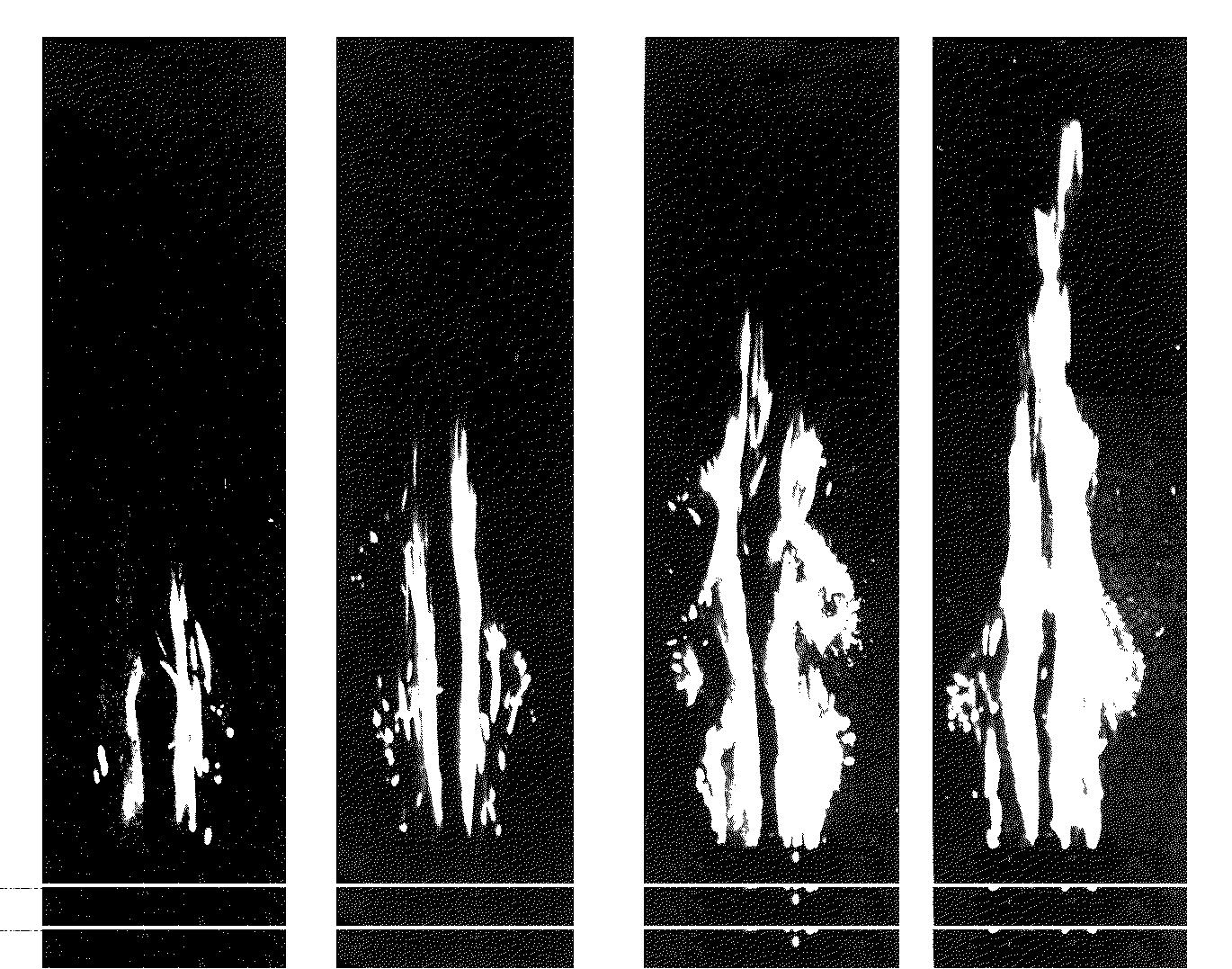
Характер факельного горіння вугільно-газових паливних сумішей.

За горіння однорідних горючих сумішей виникає кінетичне горіння, швидкість поширення якого залежить від швидкості передавання теплової енергії в суміші і може досягати сотень метрів на секунду, супроводжуючись вибухом.
Характер горіння палива вивчають на спеціальних паливних стендах (див. факельне горіння вугільних сумішей на світлині).
Таблиця – Основні характеристики реакцій горіння і межі займання деяких газів
| Газ                                                                                           | Формули реакцій з киснем | Теплота згоряння, МДж/м3                                          | Теплота згоряння, МДж/м3                                        | Витрата повітря для спалювання, м3/м3                           | Температура займання, °С                        |
| Газ                                                                                           | Формули реакцій з киснем | Вища                                                              | Нижча                                                           | Витрата повітря для спалювання, м3/м3                           | Температура займання, °С                        |
| Водень Оксид вуглецю Метан Етан Пропан Бутан Пентан Етилен Пропілен Бутилен Пентилен Ацетилен | Н2+0,5О2=Н2О 2СО+О2=2СО2 СН4+2О2=СО2+2Н2О 2С2Н6+7О2=4СО2+6Н2О С3Н8+5О2=3СО2+4Н2О С4Н10+6,5О2=4СО2+5Н2О С5Н12+8О2=5СО2+6Н2О С2Н4+3О2=2СО2+2Н2О С3Н6+4,5О2=3СО2+3Н2О С4Н8+6,0О2=4СО2+4Н2О С5Н10+7,5О2=5СО2+5Н2О С2Н2+2,5О2=2СО2+Н2О | 12,8 12,6 38,82 70,3 101,2 133,8 169,3 63,0 91,7 121,4 150,7 58,0 | 11,7 12,0 35,9 64,4 93,2 123,6 156,6 59,1 86,0 113,5 140,9 58,0 | 2,38 9,52 16,66 23,80 30,94 38,08 14,28 21,42 28,56 35,70 11,90 | 410 610 545 530 504 430 284 510 455 440 298 335 |

## Спалювання
- Спалювання горючих копалин
- Спалювання висококонцентрованої водовугільної суспензії